# Cà phê uống nhanh

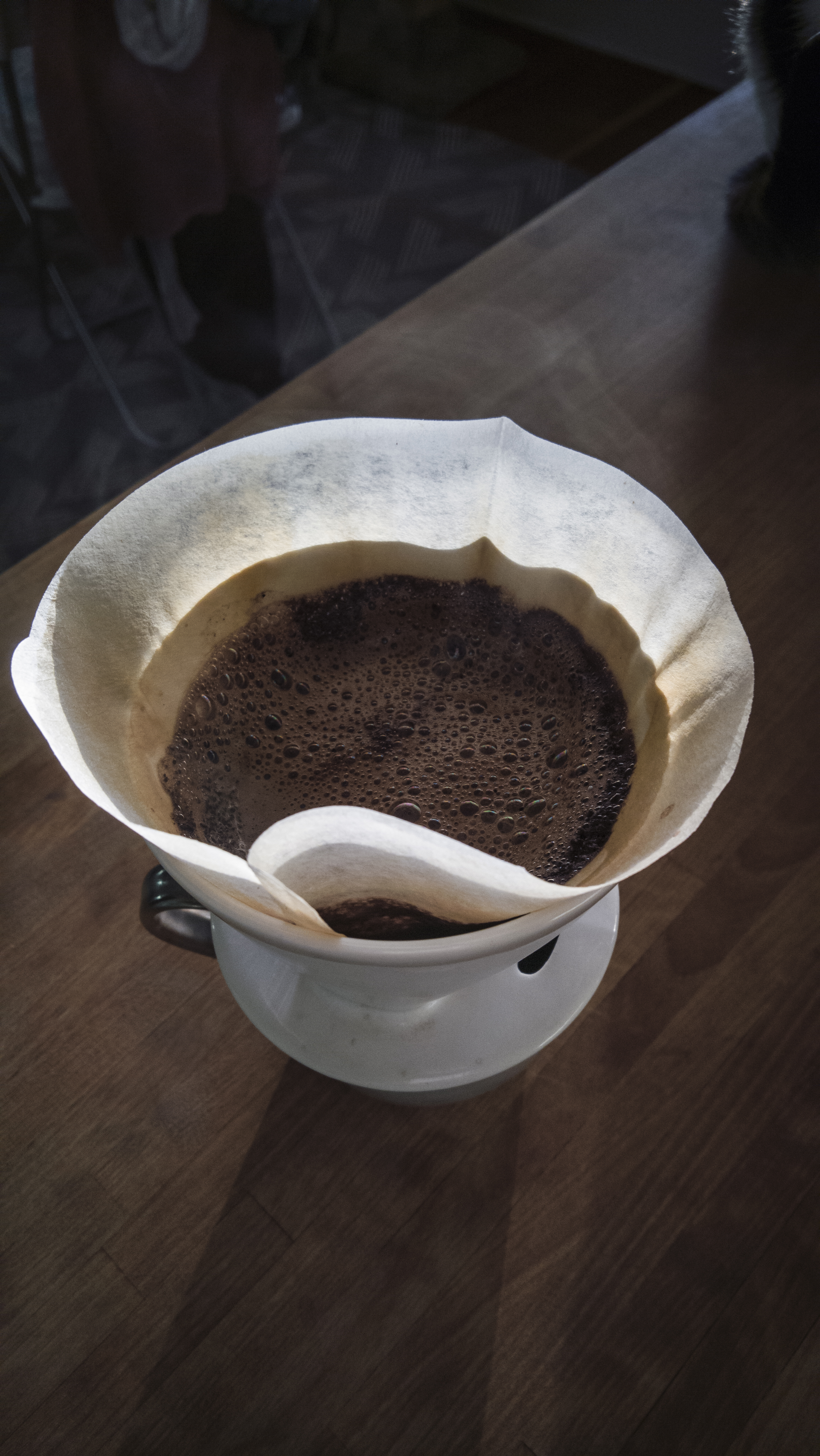
Một loại túi lọc cà phê tại Việt Nam

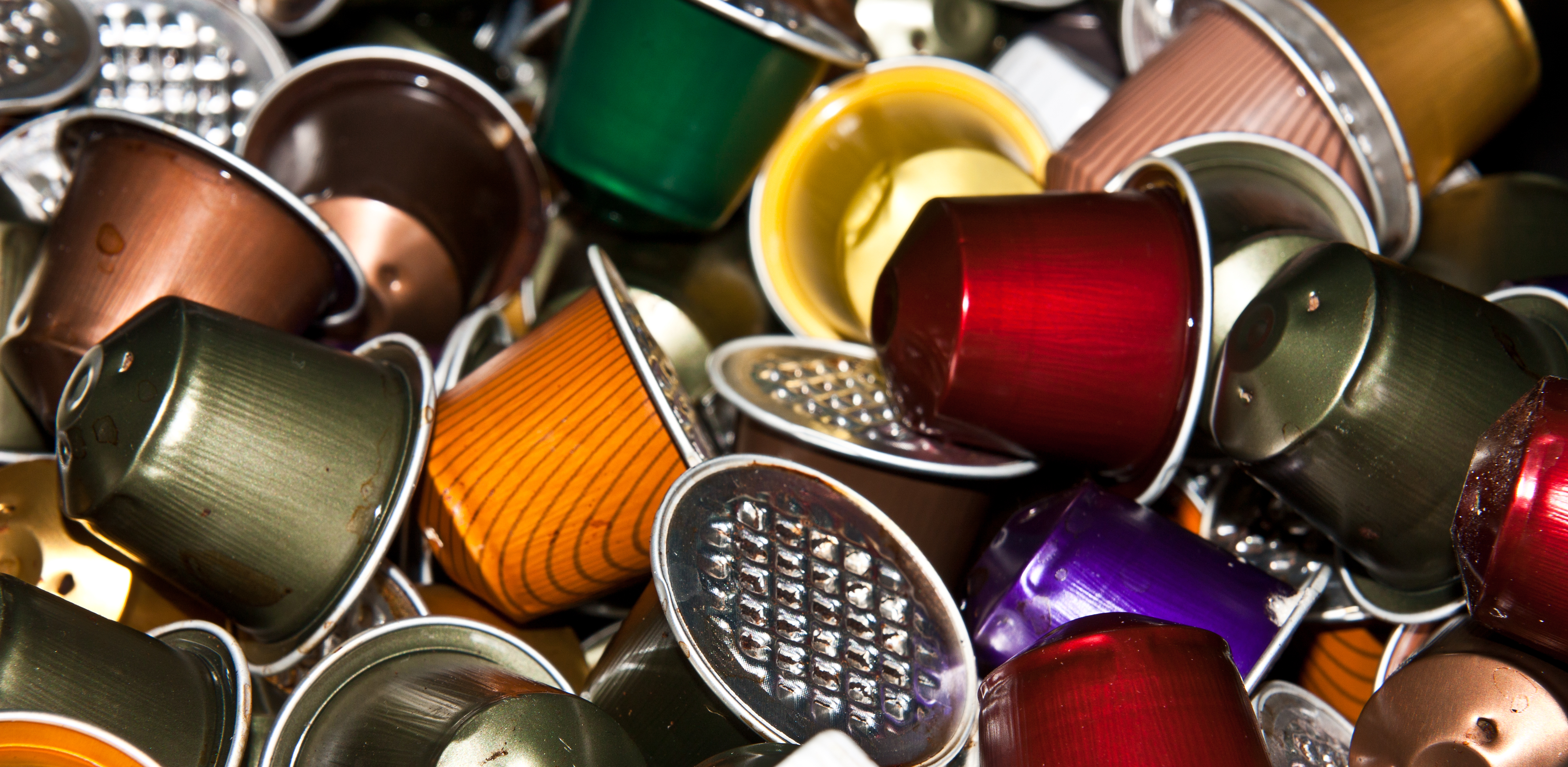
Cà phê viên Nespresso đã sử dụng

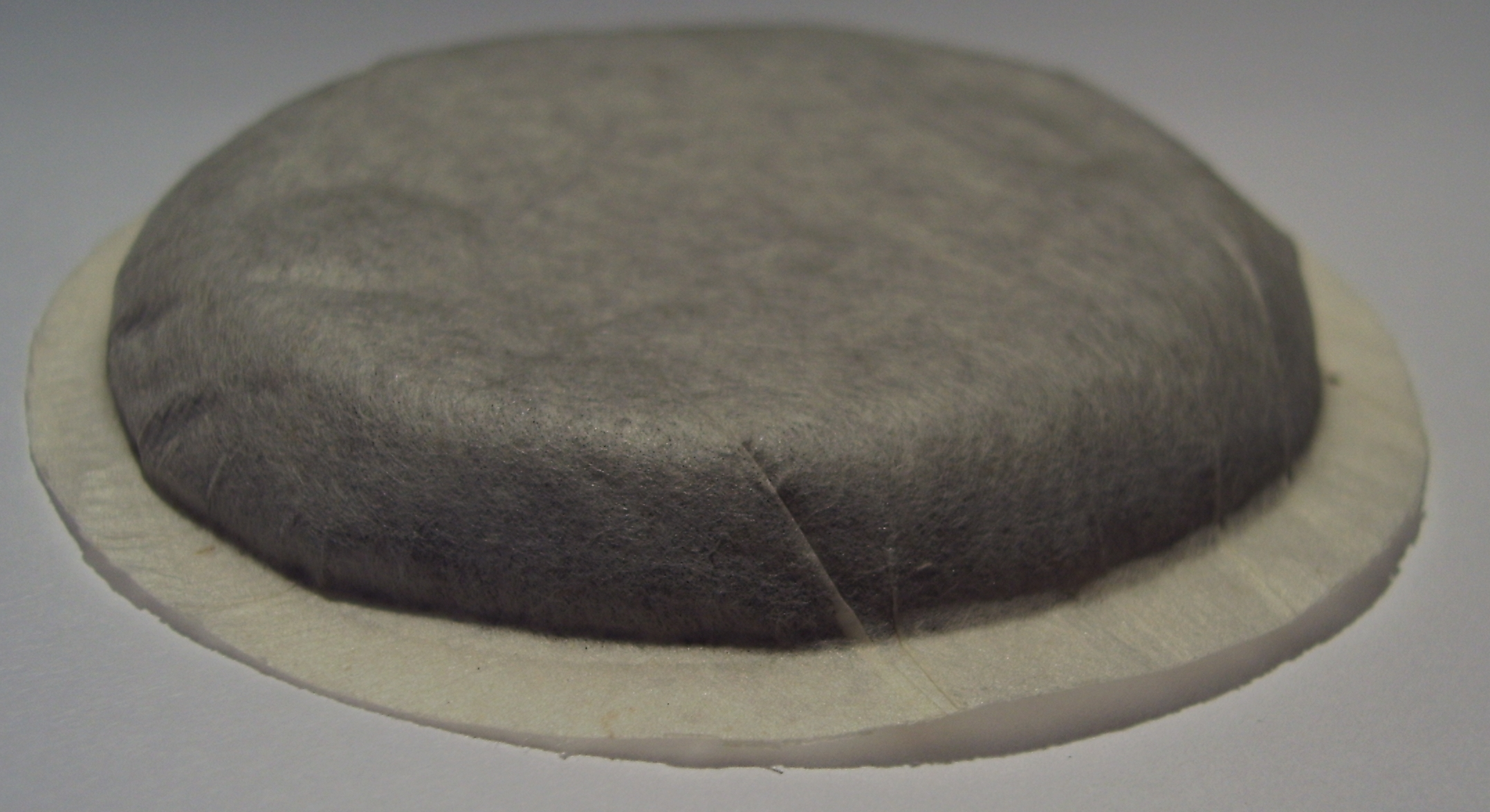
Túi cà phê Senseo ESE, để úp sấp

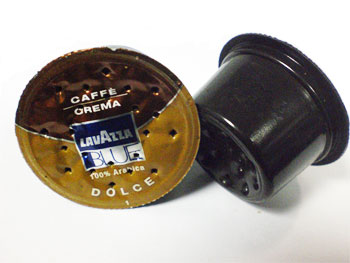
Cà phê viên Nespresso Lavazza BLUE đã sử dụng

Cà phê uống nhanh là một phương pháp pha cà phê chuẩn bị cho chỉ đủ cà phê cho một phần duy nhất.
Cà phê uống nhanh giảm thời gian cần thiết để pha cà phê và đơn giản hóa quá trình pha bằng cách loại bỏ sự cần thiết để tính lượng cà phê, hương liệu và chất phụ gia vừa đủ. Việc đóng gói rời cũng giữ tươi sản phẩm không sử dụng với từng bao bì riêng lẻ một cách riêng biệt không tiếp xúc với không khí và ánh sáng.

## Lịch sử
Năm 2005 là thời điểm máy pha cà phê nhanh của Keurig được sử dụng ở các cửa hàng cà phê, máy Nespresso và Flavia đã được bán ở Hoa Kỳ kể từ những năm 1990. Cho đến năm 2010 khi cạnh tranh lên cao và doanh số tăng, máy này được phổ biến phục vụ cho cà phê tăng nhanh hơn ở châu Âu so với Hoa Kỳ. Năm 2012, Hiệp hội Cà phê Quốc gia đã báo cáo 10% số hộ gia đình ở Mỹ sở hữu ít nhất một máy pha cà phê, tăng so với 3% của năm 2007.

## Phân loại
- Cà phê hạt được kèm với một filter riêng.
- Cà phê viên được đóng gói trong một tấm kim loại nhôm và không có filter (Nespresso).[1]
- Cà phê túi lọc: sử dụng giấy để giữ cà phê. Bắt chước các túi trà, các túi cà phê này có hương liệu, cà phê xay sẵn, một tỷ lệ cà phê uống nhanh, và cho phép người dùng thưởng thức sau vài phút..[2]

## Ưu điểm
Giá thành rẻ, sử dụng một lần, có thể thưởng thức ly cà phê nguyên chất mọi nơi.

## Nhược điểm
Lượng cà phê ít, không phù hợp với quán cà phê ở Việt Nam vì tâm lý dùng phin inox, phin nhôm tại quán đã hình thành lâu và trở thành thói quen.
Cà phê không tạo độ đậm đặc như pha phin được do phong cách cà phê nguyên chất không sao tẩm phụ gia của hầu hết các nhà sản xuất cà phê uống nhanh.